# Aus der Asche
Aus der Asche è il sesto album in studio del gruppo musicale tedesco Saltatio Mortis, pubblicato nel 2007, dopo vari avvicendamenti nella band.
In questo album è presente, come bonus track, la canzone "Falsche Freunde" dell'album Erwachen, questa volta registrata in versione rock.

## Tracce
1. Prometheus – 4:31
2. Spielmannsschwur – 3:23
3. Uns Gehört Die Welt – 3:46
4. Sieben Raben – 4:01
5. Varulfen – 4:45
6. Irgendwo In Meinem Geiste – 4:11
7. Koma – 4:07
8. Wirf Den Ersten Stein – 3:22
9. Tod Und Teufel – 3:46
10. Choix Des Dames – 3:03
11. Worte – 4:22
12. Kelch Des Lebens – 3:20
13. Nichts Bleibt Mehr – 3:33
14. Falsche Freunde (Bonus Track) – 4:15

## Formazione
- Alea der Bescheidene - voce, cornamusa, ciaramella, arpa, Didgeridoo, bouzouki irlandese, chitarra
- Lasterbalk der Lästerliche - batteria, tamburi turchi, tamburi, timpani, percussioni, programmazione
- Falk Irmenfried von Hasen-Mümmelstein - voce, cornamusa, ciaramella, ghironda
- Thoron Trommelfeuer - Soneria
- El Silbador - cornamusa, ciaramella, uilleann pipes, low whistle, biniou
- Bruder Frank - basso elettrico, Chapman Stick
- Herr Samoel - arpa, chitarra
- Cordoban der Verspielte - voce, ciaramella, cornamusa, Tin whistle, low whistle, violino
- Mik El Angelo - chitarra, liuto, bouzouki
- Herr Schmitt - batteria, percussioni
- Magister Flux - Pirotecnica, design